# Melezna
Melezna es una localidad española perteneciente al municipio de Corullón, en la provincia de León, comunidad autónoma de Castilla y León.

## Geografía

### Ubicación
| Noroeste: Mosteiros | Norte: Cadafresnas | Noreste: Viariz          |
| Oeste: Villarrubín  |                    | Este: Hornija            |
| Suroeste Arnadelo   | Sur: Arnadelo      | Sureste: Cabeza de Campo |

## Demografía
Evolución de la población
| Gráfica de evolución demográfica de Melezna entre 2000 y 2017      |
|                                                                    |
| Población de derecho (2000-2017) según el padrón municipal del INE |